# Маркович, Жарко
Жа́рко Ма́ркович (серб. Жарко Марковић; род. 28 января 1987, Белград) — сербский футболист, игравший на позиции защитника.

## Биография
Жарко воспитывался в футбольной академии белградской «Црвены звезды». Первым профессиональным клубом сербского защитника в 2004 году стал её филиал — команда «Сопот» из южного пригорода Белграда, в 2006 он перебрался в другой белградский коллектив — БАСК. Через два сезона Жарко на пять лет переехал в чемпионат Румынии, проведя более сотни игр за середняка Первой румынской лиги клуб «Газ Метан».
20 декабря 2013 года подписал трёхлетний контракт с казахстанским ФК «Кайрат».
В сезоне 2014 года стал с командой бронзовым призёром и выиграл Кубок страны. В сезонах 2015 и 2016 гг. завоевал серебряные медали первенства, выигрывал Кубок страны и Суперкубок. Стал самым полезным игроком команды. В конце 2016 года продлил свой контракт ещё на два года.
В конце апреля 2017 года Маркович, сыграв 9 игр и забив два гола, получил серьёзную травму крестообразных связок колена и выбыл до конца сезона. Сербу была сделана операция в Италии. Но по окончании сезона руководство клуба не сошлось с 30-летним футболистом по условиям продления контракта и Маркович стал свободным агентом.

## Достижения
«Кайрат»
- Бронзовый призёр чемпионата Казахстана: 2014
- Серебряный призёр чемпионата Казахстана: 2015, 2016, 2017
- Обладатель Кубка Казахстана: 2014, 2015, 2017
- Обладатель Суперкубка Казахстана: 2016, 2017
- Финалист Кубка Казахстана: 2016
- Финалист Суперкубка Казахстана: 2015

## Ссылка
- Профиль at Srbijafudbalна Сербском футболе.